# Eggelsberg
Eggelsberg è un comune austriaco di 2 321 abitanti nel distretto di Braunau am Inn, in Alta Austria; ha lo status di comune mercato (Marktgemeinde).

## Geografia fisica
Eggelsberg è situata a 531 m sul livello del mare e l'estensione geografica da nord a sud è 7 km e da ovest a est è 6,9 km con una superficie totale di 24,2 km². Il 20,12% di questa zona è boschiva e il 69,0% del territorio è utilizzato per l'agricoltura.